# Hatzic Lake
Hatzic Lake är en sjö i Kanada.   Den ligger i provinsen British Columbia, i den södra delen av landet, 3 500 km väster om huvudstaden Ottawa. Hatzic Lake ligger 2 meter över havet. Arean är 2,7 kvadratkilometer. Den sträcker sig 3,1 kilometer i nord-sydlig riktning, och 2,1 kilometer i öst-västlig riktning.
I omgivningarna runt Hatzic Lake växer i huvudsak blandskog. Runt Hatzic Lake är det mycket glesbefolkat, med 5 invånare per kvadratkilometer.